# Władimir Swietozarow
Władimir Iosifowicz Swietozarow (ros. Влади́мир Ио́сифович Светоза́ров; ur. 23 września 1948, zm. 30 czerwca 2017) – rosyjski scenograf.
Syn reżysera filmowego Iosifa Chejfica. Brat Dmitrija Swietozarowa oraz Juliana Żejmo. Laureat Nagrody Państwowej Federacji Rosyjskiej w dziedzinie literatury i sztuki.

## Wybrana filmografia
- 2013: Sherlock Holmes
- 2009: Taras Bulba
- 2005: Mistrz i Małgorzata
- 2005: Italianiec
- 2003: Idiota
- 2003: Pamiętnik kamikadze
- 2002: Kukułka
- 1999: Wschód – Zachód
- 1988: Psie serce
- 1982: Fantazje Fariatjewa
- 1976: Cudze listy